# زالشی (منطقه تابور)
زالشی (به چکی: Zálší) یک منطقهٔ مسکونی در جمهوری چک است که در منطقه تابور واقع شده‌است. زالشی ۸٫۸۵ کیلومتر مربع مساحت و ۲۵۷ نفر جمعیت دارد و ۴۲۲ متر بالاتر از سطح دریا واقع شده‌است.